# Spiloxene scullyi
Spiloxene scullyi là một loài thực vật có hoa trong họ Hypoxidaceae. Loài này được (Baker) Garside miêu tả khoa học đầu tiên năm 1936.